# Wim van Eer

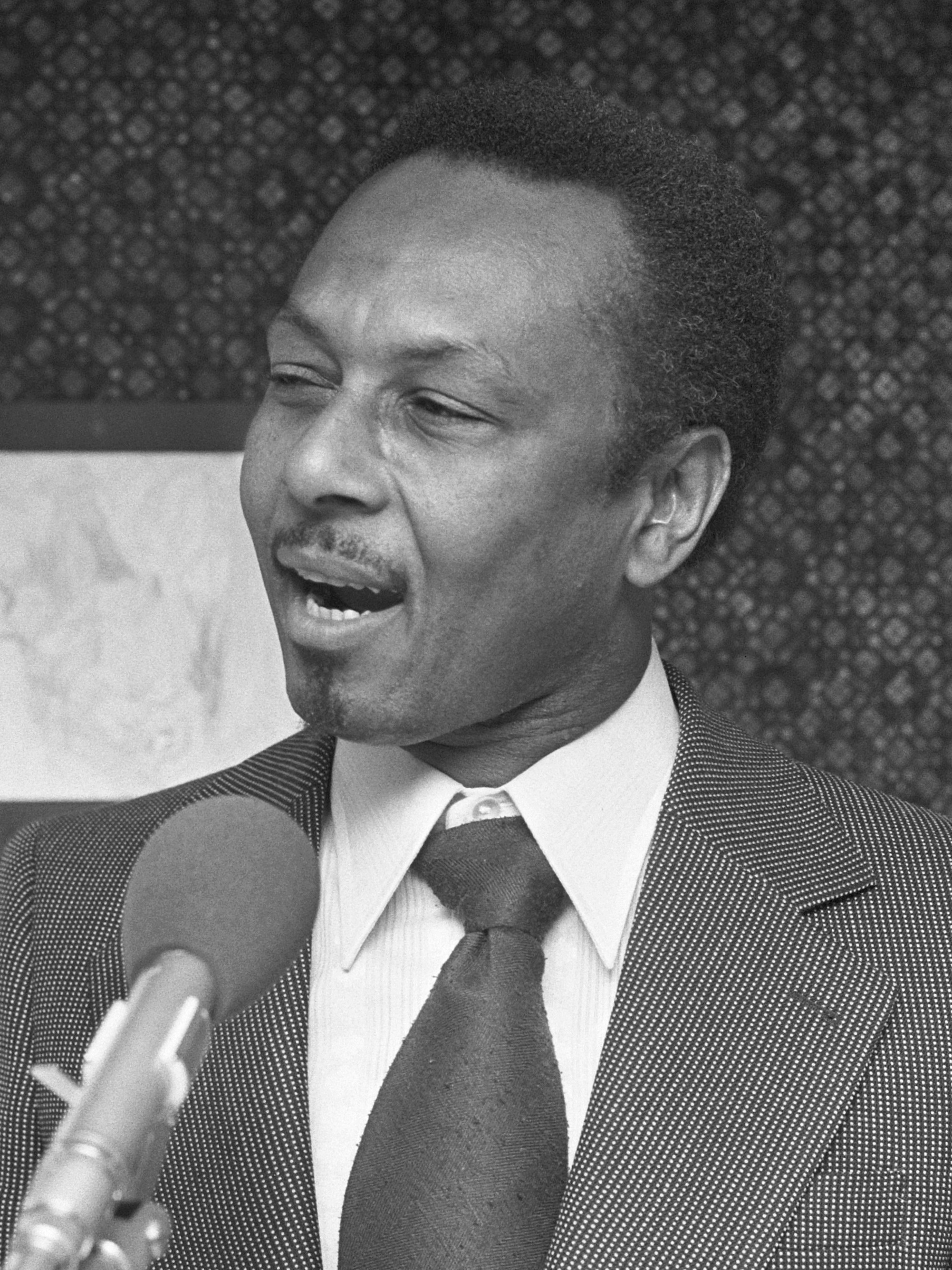
Wim van Eer (1974)

Willem Frederik (Wim) van Eer (Paramaribo, 19 december 1927 – aldaar, 2 juli 2011) was een Surinaams politicus en diplomaat.
Hij was onderwijzer bij de Evangelische Broedergemeente Suriname voor hij naar Nederland kwam, waar hij pedagogiek studeerde aan de Nutsacademie in Rotterdam en na het behalen van M.O.-a pedagogiek en daarna M.O.-b pedagogiek ging Van Eer naar de Rijksuniversiteit Utrecht, waar hij in 1963 zijn kandidaatsexamen pedagogiek behaalde. Tijdens zijn achtjarig verblijf in Nederland was hij actief binnen diverse Surinaamse organisaties in Nederland. Zo was hij mede-oprichter van de vereniging Surinamers in Rotterdam waarvan hij ook de voorzitter is geweest.
Terug in Suriname werd hij in juni 1963 docent op een middelbare school en daarnaast leraar op de kweekschool. Ruim een jaar later werd hij onder-directeur op die kweekschool en begin 1965 werd hij daar de directeur. In die periode was hij lid van het partijbestuur van de Nationale Partij Suriname (NPS) en hij is ook voorzitter van de NPS-onderwijscommissie geweest. Bij de Statenverkiezingen van november 1973 kreeg de Nationale Partij Kombinatie, waarin nogal wat oppositiepartijen, waaronder de NPS, zich hadden verzameld, 22 van de 39 zetels.
Voor de post van Gevolmachtigd minister van Suriname in Nederland was eerst O.E. Kemble, een leraar aardrijkskunde in Amsterdam, kandidaat maar toen er in Suriname bezwaren tegen hem kwamen werd Van Eer begin 1974 als zodanig benoemd. Bij de onafhankelijkheid van Suriname op 25 november 1975 kwam die functie te vervallen en werd hij de eerste ambassadeur van Suriname in Nederland.
Na de staatsgreep onder leiding van Desi Bouterse werd Van Eer op 20 mei 1980 van zijn functie ontheven en naar Paramaribo teruggeroepen. Hij overleed daar midden 2011 op 83-jarige leeftijd.